# Samsung Galaxy A80
Samsung Galaxy A80 — смартфон, розроблений Samsung Electronics, особливістю якого став поворотний механізм фронтальної камери. Був анонсований 10 квітня 2019 року.

## Дизайн
Екран виконаний зі скла Corning Gorilla Glass 3. Задня панель виконана зі скла Corning Gorilla Glass 6. Бокова частина виконана з алюмінію.
Знизу знаходяться роз'єм USB-C, динамік, мікрофон та залежно від версії слот під 1 SIM-картку або під 2 SIM-картки. Зверху розташований другий мікрофон. З лівого боку розташовані кнопки регулювання гучності. З правого боку розміщена кнопка блокування смартфону.
В Україні Samsung Glalaxy A80 продавався в 3 кольорах: чорному (Phantom Black), білому (Ghost White) та золотому (Angel Gold).

## Технічні характеристики

### Апаратне забезпечення

#### Платформа
Смартфон отримав процесор Qualcomm Sanpdragon 730 та графічний процесор Adreno 618.

#### Акумулятор
Акумуляторна батарея отримала об'єм 3700 мА·год та підтримку швидкої зарядки на 25 Вт.

#### Камера

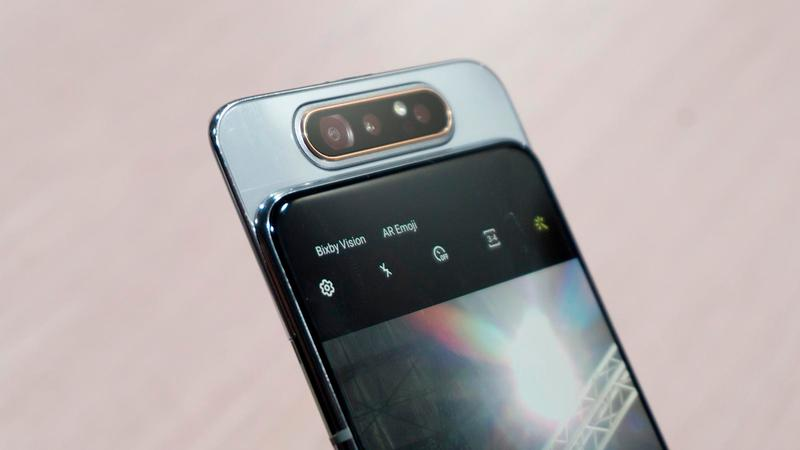
Samsung Galaxy A80 у режимі фронтальної камери

Смартфон отримав основну потрійну камеру 48 Мп, f/2.0 (ширококутний) + 8 Мп, f/2.2 (ультраширококутний) + 0.04 Мп, f/1.2, (TOF 3D) з фазовим автофокусом та здатністю запису відео в роздільній здатності 4K@30fps. Завдяки поворотному механізму основна камера може використовуватися як фронтальна.

#### Екран
Екран Super AMOLED, 6.7", FullHD+ (2400 × 1080) зі щільністю пікселів 393 ppi та співвідношенням сторін 20:9. Також в екран вмонтований сканер відбитків пальця.

#### Пам'ять
Смартфон продвався в комплектації 8/128 ГБ.

### Програмне забезпечення
Смартфон був випущений на One UI 1.1 на базі Android 9 Pie. Був оновлений до One UI 3.0 на базі Android 11.

## Рецензії
Оглядач з інформаційного порталу ITC.ua поставив Samsung Galaxy A80 4.5 бали з 5. До мінусів він відніс відсутність підтримки карт пам'яті та ціну в Україні. До плюсів оглядач відніс дизайн з цікавою конструкцією блока камер, дисплей, продуктивність, якість знімків основної камери, автономність та швидку зарядку.